# 細川直俊
細川 直俊（ほそかわ なおとし）は、鎌倉時代から南北朝時代にかけての武将。細川氏の一門。通称は細川帯刀先生（ほそかわたちはきのせんじょう）。

## 生涯
元応元年（1319年）、細川頼貞（細川氏第2代当主細川俊氏の次男）の子として生まれる（『尊卑分脈』「細川系図」）。
延元の乱では、足利尊氏方に従った。
延元元年/建武3年（1336年）8月24日夜から27日にかけて、阿弥陀ヶ峰城の攻城戦を支援するため、淀・竹田にいる敵を撃破した（『梅松論』下）。
延元2年/建武4年3月10日（1337年4月11日）、兄・顕氏とともに田代顕綱らを率い、河内国葛井寺前大路（現在の大阪府藤井寺市藤井寺）で、南朝軍の大塚惟正（おおつか これまさ）が率いる平石源次郎・八木法達・岸和田治氏らと戦うが、戦死（『和田文書』「岸和田治氏軍忠状」）。享年数え19歳（『尊卑分脈』「細川系図」）。最終官位は帯刀長（『和田文書』「岸和田治氏軍忠状」）、民部少輔（『尊卑分脈』「細川系図」）。
なお、『尊卑分脈』「細川系図」は「四條畷」で戦死したとするが、これが地名ではなく11年後の四條畷の戦いを意味するのだとしたら、一次史料の『和田文書』「岸和田治氏軍忠状」とは矛盾している。